# Großer Preis von Singapur 2024
Der Große Preis von Singapur 2024 (offiziell Formula 1 Singapore Airlines Singapore Grand Prix 2024) fand am 22. September auf dem Marina Bay Street Circuit in Singapur statt und war das 18. Rennen der Formel-1-Weltmeisterschaft 2024.

## Bericht

### Hintergründe
Nach dem Großen Preis von Aserbaidschan führte Max Verstappen mit 59 Punkten vor Lando Norris und mit 78 Punkten vor Charles Leclerc. In der Konstrukteurswertung führte McLaren mit 20 Punkten vor Red Bull und mit 51 Punkten vor Ferrari.
Beim Großen Preis von Singapur stellte Pirelli den Fahrern die Reifenmischungen C3 Hard (weiß), C4 Medium (gelb) und C5 Soft (rot) sowie Cinturato Intermediates (grün) und Cinturato Full-Wets (blau) für nasse Bedingungen zur Verfügung.
Im Vorfeld des Grand Prix wurde auf der Strecke eine weitere DRS-Zone eingeführt. Diese befindet sich zwischen Kurve 14 und 16.
Vor dem Rennwochenende gab es einen Fahrerwechsel: Bei Haas kehrt Kevin Magnussen nach seiner Sperre zurück ins Cockpit. Beim vorherigen Rennen wurde er von Oliver Bearman vertreten.
Lewis Hamilton bestritt seinen 350. und Carlos Sainz jr. seinen 200. Grand Prix.
Mercedes nahm aufgrund des 50-jährigen Jubiläums des Partners Petronas mit einer Speziallackierung am Rennwochenende teil. Auch RB und McLaren traten mit Sonderlackierungen an. Bei Red Bull war ebenfalls ein Sonderdesign für den Grand Prix in Singapur und das Rennen in den USA angedacht, allerdings entschied man sich kurz vor dem Wochenende dagegen. Grund sind Bedenken bezüglich des zusätzlichen Gewichts, dass die spezielle Lackierung mit sich bringe. Dies gehe einher mit einer Leistungsbeeinträchtigung und gefährde die Konstrukteursmeisterschaft.
Fernando Alonso (acht), Sergio Pérez (sieben), Lance Stroll (fünf), Verstappen, Nico Hülkenberg (jeweils vier), Esteban Ocon, Daniel Ricciardo (jeweils drei), George Russell, Valtteri Bottas (jeweils zwei) und Sainz jr. (einer) gingen mit Strafpunkten ins Rennwochenende.
Mit Hamilton (viermal), Alonso (zweimal), Pérez und Sainz jr. (jeweils einmal) traten vier ehemalige Sieger zu diesem Grand Prix an.
Als Rennkommissare für dieses Rennwochenende fungieren Tim Mayer (USA), Mathieu Remmerie (BEL), Johnny Herbert (GBR) und Paul Ng (SGP).

### Training
Im ersten freien Training fuhr Leclerc mit 1:31,763 Minuten die Bestzeit vor Norris und Sainz jr.
Im zweiten freien Training war Norris mit einer Zeit von 1:30,727 Minuten Schnellster vor Leclerc und Sainz jr.
Im dritten freien Training setzte Norris mit 1:29,646 Minuten die schnellste Zeit vor Russell und Oscar Piastri.

### Qualifying
Das Qualifying bestand aus drei Teilen mit einer Nettolaufzeit von 45 Minuten. Im ersten Qualifying-Segment (Q1) hatten die Fahrer 18 Minuten Zeit, um sich für das Rennen zu qualifizieren. Alle Fahrer, die im ersten Abschnitt eine Zeit erzielten, die maximal 107 Prozent der schnellsten Rundenzeit betrug, qualifizierten sich für das Rennen. Die besten 15 Fahrer erreichten den nächsten Qualifikationsabschnitt. Norris war Schnellster. Ricciardo, Stroll, Pierre Gasly sowie beide Kick Sauber-Piloten schieden aus.
Der zweite Abschnitt (Q2) dauerte 15 Minuten. Die schnellsten zehn Piloten qualifizierten sich für den dritten Teil des Qualifyings. Piastri war Schnellster. Beide Williams-Piloten sowie Pérez, Magnussen und Ocon schieden aus.
Der letzte Abschnitt (Q3) ging über eine Zeit von zwölf Minuten, in denen die ersten zehn Startpositionen vergeben wurden. Die Session wurde zwischenzeitlich durch einen Unfall von Sainz jr. unterbrochen. Norris erzielte mit einer Rundenzeit von 1:29,525 Minuten die Bestzeit vor Verstappen und Hamilton. Es war Norris’ sechste Pole-Position sowie die erste für McLaren in Singapur seit 2012.

### Rennen
Norris gewann das Rennen vor Verstappen und Piastri. Es war Norris’ dritter Rennsieg sowie McLarens erster Rennsieg in Singapur seit 2009. Die restlichen Punkteränge belegten Russell, Leclerc, Hamilton, Sainz jr., Alonso, Hülkenberg und Pérez. Ricciardo erzielte die schnellste Rennrunde, erhielt aber keinen Punkt dafür, da er außerhalb der Punkteränge ins Ziel kam.
In der Fahrer- und Konstrukteurswertung blieben die ersten drei Positionen unverändert.
Die Entscheidung von RB, Ricciardo extra für die schnellste Rennrunde zwei Runden vor Rennende noch mal an die Box zu holen, sorge für Aufsehen. Dieses Vorgehen wurde von einigen Seiten als Stallorder des Schwesterteams Red Bull Racing gewertet, um Verstappen im Titelkampf zu helfen, der dadurch sechs Rennen vor Saisonende 52 Punkte vor Norris führt und dadurch bei Siegen bei allen verbleibenden Rennen mit schnellster Runde und allen verbleibenden Sprints für Norris lediglich alle Rennen und Sprints auf Platz 2 hinter ihm beenden muss, um seinen Titel erfolgreich zu verteidigen. Red Bull Racing-Teamchef Christian Horner stritt ab, dass die Anweisung für den Boxenstopp von Red Bull Racing kam, und RB gab in einer Pressemitteilung als Begründung an, dass man Ricciardo, der zu seinem vermeintlich letzten Grand Prix antrat, eine Art Abschiedsgeschenk in Form der schnellsten Rennrunde machen wollte, um ihm Respekt zu zollen. Zum Zeitpunkt der Veröffentlichung dieser Pressemitteilung war seine Entlassung noch nicht offiziell bekannt gegeben worden.

## Meldeliste
| Team                          | Nr. | Fahrer           | Chassis                           | Motor      | Reifen |
| ----------------------------- | --- | ---------------- | --------------------------------- | ---------- | ------ |
| Oracle Red Bull Racing        | 01  | Max Verstappen   | Red Bull Racing RB20              | Honda RBPT | P      |
| Oracle Red Bull Racing        | 11  | Sergio Pérez     | Red Bull Racing RB20              | Honda RBPT | P      |
| Mercedes-AMG Petronas F1 Team | 63  | George Russell   | Mercedes-AMG F1 W15 E Performance | Mercedes   | P      |
| Mercedes-AMG Petronas F1 Team | 44  | Lewis Hamilton   | Mercedes-AMG F1 W15 E Performance | Mercedes   | P      |
| Scuderia Ferrari              | 16  | Charles Leclerc  | Ferrari SF-24                     | Ferrari    | P      |
| Scuderia Ferrari              | 55  | Carlos Sainz jr. | Ferrari SF-24                     | Ferrari    | P      |
| McLaren F1 Team               | 81  | Oscar Piastri    | McLaren MCL38                     | Mercedes   | P      |
| McLaren F1 Team               | 04  | Lando Norris     | McLaren MCL38                     | Mercedes   | P      |
| Aston Martin Aramco F1 Team   | 18  | Lance Stroll     | Aston Martin AMR24                | Mercedes   | P      |
| Aston Martin Aramco F1 Team   | 14  | Fernando Alonso  | Aston Martin AMR24                | Mercedes   | P      |
| BWT Alpine F1 Team            | 31  | Esteban Ocon     | Alpine A524                       | Renault    | P      |
| BWT Alpine F1 Team            | 10  | Pierre Gasly     | Alpine A524                       | Renault    | P      |
| Williams Racing               | 23  | Alexander Albon  | Williams FW46                     | Mercedes   | P      |
| Williams Racing               | 43  | Franco Colapinto | Williams FW46                     | Mercedes   | P      |
| Visa Cash App RB F1 Team      | 03  | Daniel Ricciardo | RB VCARB 01                       | Honda RBPT | P      |
| Visa Cash App RB F1 Team      | 22  | Yuki Tsunoda     | RB VCARB 01                       | Honda RBPT | P      |
| Stake F1 Team Kick Sauber     | 77  | Valtteri Bottas  | KICK Sauber C44                   | Ferrari    | P      |
| Stake F1 Team Kick Sauber     | 24  | Zhou Guanyu      | KICK Sauber C44                   | Ferrari    | P      |
| MoneyGram Haas F1 Team        | 20  | Kevin Magnussen  | Haas VF-24                        | Ferrari    | P      |
| MoneyGram Haas F1 Team        | 27  | Nico Hülkenberg  | Haas VF-24                        | Ferrari    | P      |

## Klassifikationen

### Qualifying
| Pos.                                                                      | Fahrer           | Konstrukteur                 | Q1       | Q2       | Q3         | Start |
| ------------------------------------------------------------------------- | ---------------- | ---------------------------- | -------- | -------- | ---------- | ----- |
| 01                                                                        | Lando Norris     | McLaren-Mercedes             | 1:30,002 | 1:30,007 | 1:29,525   | 01    |
| 02                                                                        | Max Verstappen   | Red Bull Racing-Honda RBPT   | 1:30,157 | 1:29,680 | 1:29,728   | 02    |
| 03                                                                        | Lewis Hamilton   | Mercedes                     | 1:30,393 | 1:29,929 | 1:29,841   | 03    |
| 04                                                                        | George Russell   | Mercedes                     | 1:30,811 | 1:30,153 | 1:29,867   | 04    |
| 05                                                                        | Oscar Piastri    | McLaren-Mercedes             | 1:30,258 | 1:29,640 | 1:29,953   | 05    |
| 06                                                                        | Nico Hülkenberg  | Haas-Ferrari                 | 1:30,724 | 1:30,150 | 1:30,115   | 06    |
| 07                                                                        | Fernando Alonso  | Aston Martin Aramco-Mercedes | 1:30,684 | 1:30,450 | 1:30,214   | 07    |
| 08                                                                        | Yuki Tsunoda     | RB-Honda RBPT                | 1:30,716 | 1:30,289 | 1:30,354   | 08    |
| 09                                                                        | Charles Leclerc  | Ferrari                      | 1:30,786 | 1:29,747 | keine Zeit | 09    |
| 10                                                                        | Carlos Sainz jr. | Ferrari                      | 1:30,670 | 1:30,108 | keine Zeit | 10    |
| 11                                                                        | Alexander Albon  | Williams-Mercedes            | 1:30,679 | 1:30,474 | –          | 11    |
| 12                                                                        | Franco Colapinto | Williams-Mercedes            | 1:30,704 | 1:30,481 | –          | 12    |
| 13                                                                        | Sergio Pérez     | Red Bull Racing-Honda RBPT   | 1:30,624 | 1:30,579 | –          | 13    |
| 14                                                                        | Kevin Magnussen  | Haas-Ferrari                 | 1:30,829 | 1:30,653 | –          | 14    |
| 15                                                                        | Esteban Ocon     | Alpine-Renault               | 1:30,958 | 1:30,769 | –          | 15    |
| 16                                                                        | Daniel Ricciardo | RB-Honda RBPT                | 1:31,085 | –        | –          | 16    |
| 17                                                                        | Lance Stroll     | Aston Martin Aramco-Mercedes | 1:31,094 | –        | –          | 17    |
| 18                                                                        | Pierre Gasly     | Alpine-Renault               | 1:31,312 | –        | –          | 18    |
| 19                                                                        | Valtteri Bottas  | Kick Sauber-Ferrari          | 1:31,572 | –        | –          | 19    |
| 20                                                                        | Zhou Guanyu      | Kick Sauber-Ferrari          | 1:32,054 | –        | –          | 20    |
| 107-Prozent-Zeit: 1:36,302 min (bezogen auf Q1-Bestzeit von 1:30,002 min) |                  |                              |          |          |            |       |

### Rennen
| Pos.                                                                | Fahrer           | Konstrukteur                 | Runden | Stopps | Zeit        | Start | Schnellste Rennrunde |
| ------------------------------------------------------------------- | ---------------- | ---------------------------- | ------ | ------ | ----------- | ----- | -------------------- |
| 01                                                                  | Lando Norris     | McLaren-Mercedes             | 62     | 1      | 1:40:52,571 | 01    | 1:34,925 (48.)       |
| 02                                                                  | Max Verstappen   | Red Bull Racing-Honda RBPT   | 62     | 1      | + 20,945    | 02    | 1:35,967 (59.)       |
| 03                                                                  | Oscar Piastri    | McLaren-Mercedes             | 62     | 1      | + 41,823    | 05    | 1:35,745 (48.)       |
| 04                                                                  | George Russell   | Mercedes                     | 62     | 1      | + 1:01,040  | 04    | 1:37,047 (30.)       |
| 05                                                                  | Charles Leclerc  | Ferrari                      | 62     | 1      | + 1:02,430  | 09    | 1:35,371 (46.)       |
| 06                                                                  | Lewis Hamilton   | Mercedes                     | 62     | 1      | + 1:25,248  | 03    | 1:37,393 (43.)       |
| 07                                                                  | Carlos Sainz jr. | Ferrari                      | 62     | 1      | + 1:36,039  | 10    | 1:36,561 (15.)       |
| 08                                                                  | Fernando Alonso  | Aston Martin Aramco-Mercedes | 61     | 1      | + 1 Runde   | 07    | 1:37,741 (54.)       |
| 09                                                                  | Nico Hülkenberg  | Haas-Ferrari                 | 61     | 1      | + 1 Runde   | 06    | 1:37,470 (35.)       |
| 10                                                                  | Sergio Pérez     | Red Bull Racing-Honda RBPT   | 61     | 1      | + 1 Runde   | 13    | 1:37,477 (33.)       |
| 11                                                                  | Franco Colapinto | Williams-Mercedes            | 61     | 1      | + 1 Runde   | 12    | 1:37,262 (35.)       |
| 12                                                                  | Yuki Tsunoda     | RB-Honda RBPT                | 61     | 1      | + 1 Runde   | 08    | 1:36,393 (53.)       |
| 13                                                                  | Esteban Ocon     | Alpine-Renault               | 61     | 1      | + 1 Runde   | 15    | 1:37,964 (48.)       |
| 14                                                                  | Lance Stroll     | Aston Martin Aramco-Mercedes | 61     | 1      | + 1 Runde   | 17    | 1:37,851 (36.)       |
| 15                                                                  | Zhou Guanyu      | Kick Sauber-Ferrari          | 61     | 1      | + 1 Runde   | 20    | 1:37,461 (47.)       |
| 16                                                                  | Valtteri Bottas  | Kick Sauber-Ferrari          | 61     | 1      | + 1 Runde   | 19    | 1:37,524 (46.)       |
| 17                                                                  | Pierre Gasly     | Alpine-Renault               | 61     | 1      | + 1 Runde   | 18    | 1:36,927 (46.)       |
| 18                                                                  | Daniel Ricciardo | RB-Honda RBPT                | 61     | 3      | + 1 Runde   | 16    | 1:34,486 (60.)       |
| 19                                                                  | Kevin Magnussen  | Haas-Ferrari                 | 57     | 2      | DNF         | 14    | 1:37,425 (52.)       |
| –                                                                   | Alexander Albon  | Williams-Mercedes            | 15     | 1      | DNF         | 11    | 1:36,888 (13.)       |
| Fahrer des Tages: Daniel Ricciardo (20,1 % der abgegebenen Stimmen) |                  |                              |        |        |             |       |                      |

## WM-Stände nach dem Rennen
Die ersten zehn des Rennens bekamen 25, 18, 15, 12, 10, 8, 6, 4, 2 bzw. 1 Punkt(e). Der Punkt für die schnellste Rennrunde wurde nicht vergeben, da der betreffende Fahrer nicht unter den ersten Zehn ins Ziel kam.

### Fahrerwertung
| Pos. | Fahrer           | Konstrukteur                 | Punkte |
| ---- | ---------------- | ---------------------------- | ------ |
| 01   | Max Verstappen   | Red Bull Racing-Honda RBPT   | 331    |
| 02   | Lando Norris     | McLaren-Mercedes             | 279    |
| 03   | Charles Leclerc  | Ferrari                      | 245    |
| 04   | Oscar Piastri    | McLaren-Mercedes             | 237    |
| 05   | Carlos Sainz jr. | Ferrari                      | 190    |
| 06   | Lewis Hamilton   | Mercedes                     | 174    |
| 07   | George Russell   | Mercedes                     | 155    |
| 08   | Sergio Pérez     | Red Bull Racing-Honda RBPT   | 144    |
| 09   | Fernando Alonso  | Aston Martin Aramco-Mercedes | 62     |
| 10   | Nico Hülkenberg  | Haas-Ferrari                 | 24     |
| 11   | Lance Stroll     | Aston Martin Aramco-Mercedes | 24     |

| Pos. | Fahrer           | Konstrukteur           | Punkte |
| ---- | ---------------- | ---------------------- | ------ |
| 12   | Yuki Tsunoda     | RB-Honda RBPT          | 22     |
| 13   | Alexander Albon  | Williams-Mercedes      | 12     |
| 14   | Daniel Ricciardo | RB-Honda RBPT          | 12     |
| 15   | Pierre Gasly     | Alpine-Renault         | 8      |
| 16   | Oliver Bearman   | Ferrari / Haas-Ferrari | 7      |
| 17   | Kevin Magnussen  | Haas-Ferrari           | 6      |
| 18   | Esteban Ocon     | Alpine-Renault         | 5      |
| 19   | Franco Colapinto | Williams-Mercedes      | 4      |
| 20   | Zhou Guanyu      | Kick Sauber-Ferrari    | 0      |
| 21   | Logan Sargeant   | Williams-Mercedes      | 0      |
| 22   | Valtteri Bottas  | Kick Sauber-Ferrari    | 0      |

### Konstrukteurswertung
| Pos. | Konstrukteur                 | Punkte |
| ---- | ---------------------------- | ------ |
| 01   | McLaren-Mercedes             | 516    |
| 02   | Red Bull Racing-Honda RBPT   | 475    |
| 03   | Ferrari                      | 441    |
| 04   | Mercedes                     | 329    |
| 05   | Aston Martin Aramco-Mercedes | 86     |

| Pos. | Konstrukteur        | Punkte |
| ---- | ------------------- | ------ |
| 06   | RB-Honda RBPT       | 34     |
| 07   | Haas-Ferrari        | 31     |
| 08   | Williams-Mercedes   | 16     |
| 09   | Alpine-Renault      | 13     |
| 10   | Kick Sauber-Ferrari | 0      |